# Heliosia panochra
Heliosia panochra là một loài bướm đêm thuộc phân họ Arctiinae, họ Erebidae.